# 백명희
백명희(1982년 1월 23일 ~ )는 2001년 미스코리아 미(美) 출신의 전 배우이다. 배우로 활동할 당시 백민희라는 예명을 사용했으며, 현재는 항공 승무원으로 일하고 있다.

## 프로필
- 출생 : 1982년 1월 23일
- 신체 : 174cm, 54kg, 86-60-91
- 학력 : 서울예술대학 방송연예학과
- 수상 : 2001년 미스코리아 미(美), 2001년 미스코리아 서울 미(美)
- 취미 : 음악, 영화감상
- 특기 : 재즈댄스

## 같이 보기
- 2001년 미스코리아
- 미스코리아 서울